# CMA CGM
CMA CGM S.A. là một công ty vận tải và vận chuyển container của Pháp. Đây là công ty vận chuyển lớn thứ 3 trên thế giới, sử dụng 257 tuyến đường vận chuyển giữa 420 cảng tại 160 công ty.